# Pimen (patriarcha moskevský)
Pimen (světským jménem: Sergej Michajlovič Izvekov; 23. července 1910, Kobylino – 3. května 1990, Moskva) byl biskup Ruské pravoslavné církve a patriarcha moskevský a celé Rusi.

## Život

### Dětství
Narodil se 23. července 1910 ve vesnici Kobylino, často se však mylně uvádí Bogorodsk (dnes Noginsk). Jeho otec byl Michail Karpovič Izvekov, který se narodil roku 1867 a pracoval jako mechanik v továrně Arsenije Abramoviče Morozova v obci Gluchovo v předměstí Bogorodsku (dnes součást Noginsku). Matka Pelageja Afanasjevna byla věřící žena. Pokřtěn byl 28. července v chrámu Svaté Trojice v Gluchově. Novorozeně dítě dostalo jméno na počest svatého Sergija Radoněžského, kmotrou byla jeho starší sestra Maria. Matka budoucího patriarchy podnikala pouze do monastýrů a brala s sebou i svého syna, zvláště často navštěvovali Trojicko-sergijevskou lávru.
Studiu ve škole předcházely soukromé hodiny protojereje Vladimira Borisova z Bogorodsku a jeho ženy Anny Andrejevny, kteří byli přáteli y rodinou Izvekových. Sergej Izvekov navštěvoval rok šestou skupinu Istomkinské školy prvního stupně. Roku 1924 byl ihned přijat do třetí skupiny tehdy nejlepší městské střední školy V. G. Korolenka. Tato škola byla bývalým gymnáziem, kde vyučovali původní učitele. Škola si udržela struktura gymnázia. Pokud jde o studijní výsledky, vždy patřil mezi nejlepší studenty. Mladého Sergeje velmi fascinovali humanitní a technické předměty. Po vyučování navštěvoval několik školních kroužků.
Mimo školu zpíval v kliros a byl hypodiakon bogorodských biskupů Nikanora (Kudrjavceva), Platona (Rudněva) a také Serafima (Siličeva), který byl v důchodu v Bogorodsku. Roku 1923 byl pozván do sboru soboru Zjevení Páně v Bogorodsku. Zpěv ve sboru byl spojen se seriózním teoretickým studiem. Sergej udělal velký pokrok pod vedením profesora Alexandra Voroncova a jeho asistenta Jevgenije Ďagileva. Poté, co si osvojil umění vokálu a regentství, si brzy vyzkoušel vedení sboru svých vrstevníků při poutích do posvátných míst středního Ruska. V létě 1925 po úspěšném složení zkoušek na střední škole V. G. Korolenka odešel do Sarova. Jeden ze starců jej vyprovodil a požehnal mu aby odjel do Moskvy.

### Služba v Moskvě
Po příjezdu do Moskvy na svátek Vladimirské ikony Matky Boží se Sergej ocitá ve Sretěnském monastýru, kde jej jeho přítel Michail Jefimovič Gubonin seznámil s představeným monastýru biskupem Borisem (Rukinem). Dne 4. prosince téhož roku byl v monastýru biskupem Borisem (Rukinem) postřižen na rjasofora se jménem Platon. Zde začal plnit své povinnosti a pomáhat představenému.
Monach Platon nechtěl po vzniku Grigorijanského schizmatu zůstat v monastýru, jehož jedním z vůdců byl biskup Boris (Rukin). Na pozvání biskupa Daniila (Troického) začal vykonávat funkci představeného chrámů Proměnění Páně v Puškarjách, který se nacházel nedaleko od monastýru. Roku 1926 začal vést sbor chrámu svatých Flora a Lavra u Řeznických vrat naproti poště a poté v chrámu svatého Maxima Vyznavače v ulici Varvarka. Stejného roku byl pozván aby vedl sbor v chrámu svatého Pimena Velikého, kde sloužil až do roku 1932. Koncem 20. a začátkem 30. let našel spolu s dalšími duchovními kteří neměli vlastní obydlí nocleh v Metropolitním domě, oficiální residenci metropolity Sergije (Stragorodského).
Schopný regent (sbormistr) získal autoritu v očích farníků a v očích představeného Nikolaje Bažanova, v jehož rodině se monach Platon stal častým a vítaným hostem. Během těchto domácích rozhovorů byly vzneseny různé otázky, včetně nadcházejících mnišských slibů. Představený poradil Platonovi, aby přijal jméno Pimen a jeho nebeskou přímluvu. Na příkaz arcibiskupa a administrátora moskevské eparchie Filippa (Gumilevského) do neuzavřené Poustevny svatého Paraklita, skity Trojicko-sergijevské lávry, kde 4. října 1927 kde ve věku 17 let složil své mnišské sliby. Igumen Paisij a jeromonach Agafodor (Lazarev) který provedl postřih, ho pojmenovali jménem Pimen, na počest svatého Pimena Velikého.
Před svým svěcením na jerodiákona složil zkoušky pro kurz teologické školy. Dne 16. července 1930 byl arcibiskupem Filippem (Gumilevským) rukopoložen na jerodiakona a 12. ledna 1931 byl v sobotu Zjevení Páně v Dorogomilově rukopoložen na jeromonacha.

### Zatčení, věznění a vojenská služba
V noci z 15. na 16. dubna 1932 byl Pimen poprvé zatčen. Spadl pod masové zatýkání duchovních, prováděné za účelem odstranění ilegálních monastýrních komunit. V případě „církevně-monarchistické organizace“ bylo obviněno 71 osob. Jeromonach Pimen byl tedy obviněn z toho, že „mluvil o obnovení monarchie“, vedl „protisovětskou agitaci“ spolu s diakonem Sergijem Turikovem a doma prováděl bohoslužby. Dne 4. května 1932 bylo rozhodnutím Státního politického ředitelství propuštěno 19 lidí včetně Pimena.
V říjnu 1932 byl povolán do Rudé armády, kde sloužil v 55. oddílu transportu koní ve městě Lepel Vitebské oblasti, kde sloužil až do prosince 1934. Během služby získal vzdělání zdravotníka a veterináře, které mu pomohlo k přežití v táborovém vězení a během válečných let.
Na konci roku 1934 se vrátil do služby v sobotu Zjevení Páně v Dorogomilově. V letech 1936-1936 byl regentem sboru tohoto chrámu. Občas řídil sbor ve svém rodném Pimenovském chrámu.
Začátkem roku 1937 došlo k hromadnému zatýkání duchovních a Pimen byl zatčen znovu. Na zvláštním zasedání NKVD byl odsouzen k nuceným pracím na stavbě Kanálu Moskva-Volha. Poté byl poslán do pracovního tábora Dmitrovlag v dnešním městě Chimki, kde pracoval jako veterinář. V lednu 1938 byl a dokončením stavby zlikvidován tábor a 55 000 vězňů ze 177 000 bylo propuštěno. Někteří vězni včetně Pimena byly posláni do Uzbecké sovětské socialistické republiky.
V Uzbecké republice žil ve městě Andižan, kde se počátkem roku 1939 stal sanitárním inspektorem veřejného stravování. Začátkem srpna 1939 byl jmenován vedoucím oblastního domu zdravotní výchovy Zdravotního odboru Ferganské oblasti v Andižanu, kde působil až do července 1940. V srpnu 1939 navštívil Moskvu na konferenci pracovníků ve zdravotnictví.
V létě 1940 nastoupil na fakultu ruského jazyka a literatury Andižanského večerního pedagogického institutu (dnes Andižanská státní univerzita). Dne 25. října 1949 byl jmenován učitelem a vedoucím učitelem Andižanské školy № 1. Po úspěšném složení zkoušek pro první ročník ústavu a přestupu do druhého ročníku byl od 1. července propuštěn na svobodu. Po vypuknutí Velké vlastenecké války byl 10. srpna 1941 povolán do Rudé armády.
K rychlému přidělení důstojnické hodnosti přispěla vojenská specializace obdržená před válkou, stejně jako smrt řadových důstojníků v prvních měsících války. Několikaměsíční výcvik na pěchotní škole skončil začátkem roku 1942 přidělením v hodnosti mladšího velitele čety. Dne 18. ledna 1942 byl rozkazem č. 0105 jmenován velitelem kulometné čety, součásti 462. střelecké divize, nebyl však ihned poslán na frontu. Dne 20. března 1942 byl jmenován asistentem náčelníka štábu 519. pěšího pluku, který byl v záloze. V květnu 1942 začal jeho pluk bojovat v Jižním frontu. Dne 12. května začala protiofenzíva. Sovětské jednotky byly obklíčeny nacisty a byly zničeny či zajaty. Z obklíčení se dostalo jen 22 000 vojáků. Dne 28. července 1942 byl Jižní front rozpuštěn a jeho zbývající jednotky byly převedeny na Severokavkazský front.
Dne 29. července 1942 byl raněn. Téměř čtyřměsíční léčba ve vojenské nemocnici č. 292 přinesla výsledky. Dne 26. listopadu 1942 byl jmenován zástupcem velitele roty 702. střeleckého pluku, který byl v záloze. Dne 23. února 1943 odjel pluk v rámci 213. pěší divize na frontu. Dne 4. března 1943 začala Charkovská obranná operace. Dne 13. března 1943 se pluk stal součástí 7. gardové armády. Dne 16. dubna 1943 byl opět zraněn. Poté, ve stejném roce byl jmenován pobočníkem velitele divize 7. gardové armády generálmajora F. I. Ševčenka.
Dne 28. června 1943 byl prohlášen za ztraceného. Ve skutečnosti byl poslán do nemocnice v Moskvě, kde byl po zranění ošetřen. Podle záznamů byl po ošetření propuštěn z armády. Dne 29. listopadu 1944 byl zadržen policií v Moskvě a převezen na 9. policejní oddělení města Moskvy k identifikaci. Zadržení bylo provedeno jelikož neměl potřebné doklady. V té době žil na Suščjovském Valu se dvěma mniškami. Byl obviněn ze „skrývání se před odpovědností pod rouškou duchovního náboženského kultu“. Dne 15. ledna 1945 vydal vojenský tribunál rozhodnutí o trestu desíti let v nápravném pracovním táboře bez ztráty práv a konfiskace majetku. Byly mu také odebrány jeho vojenské hodnosti.
Dne 4. března 1945 byl odvezen do pracovního tábora Vorkuta-Pečora. Podmínky tohoto tábora byly mnohem přísnější než v Dmitlagu. V táboře působil jako lékařský instruktor. Dne 18. září 1945 byl na základě výnosu Prezidia branné moci SSSR ze dne 7. června 1945 propuštěn na základě amnestie pro účastníky války.

### Kněžská služba v poválečných letech
V táboře začal pociťovat silné bolesti páteře. Od září 1945 do února 1946 se léčil v Moskevském oblastním tuberkulózním ústavu pro spinální tuberkulózu. Jeromonach Pimen jako bývalý vězeň neměl právo bydlet v Moskvě a tak odešel do Muromu, kam ho povolal igumen Serafim (Krutěn), který se tam usadil v roce 1945 a kterého dobře znal ze Sretěnského monastýru. Dne 20. března 1936 byl biskupem vladimirským a suzdalským Onisimem (Festinatovem) jmenován knězem soboru Zvěstování v bývalém monastýru Zvěstování v Muromu. Sobor se na dlouhá léta stal jediným otevřeným chrámem ve městě. Jeromonach Pimen se snažil sloužit co nejčastěji.
O velkých svátcích a některých nedělích musel sloužit bohoslužbu kvůli velkému počtu věřících na pozemku před chrámem. S farníky mluvil upřímně a srozumitelně. V chrámovém sboru zpívaly mnišky že zavřeného Divejevského monastýru. Mnišky si na svou stravu vydělávali výrobou miter, chrámového náčiní, malováním ikon či šitím biskupských rouch. Tomuto řemeslu učily také jeromonacha Pimena. Několik sester Divejevského monastýru bylo Písmenem postřiženo na monašky. Pimen vždy na svůj pobyt v Muromu vzpomínal s velkou vřelostí.
V srpnu 1946 se přestěhoval do Oděsy, kde se stal jedním z nejbližších biskupa Sergije (Larina). Nejprve ho biskup jmenoval představeným chrámu svatých Viktora a Vissariona, poté pokladníkem Iljinského monastýru, asistentem a blagočinným monastýrů oděsské eparchie. Následně se stal profesorem Oděsského duchovního semináře. Na žádost biskupa Sergia mu patriarcha Alexij I. udělil o Velikonocích roku 1947 hodnost igumena a kříž s dekoracemi.
Začátkem roku 1947 několik měsíců na žádost rjazaňského biskupa Ieronima (Zacharova) sloužil jako ključar Borisoglebského soboru v Rjazani.
V prosinci roku 1947 se odstěhoval do Rostova na Donu, kam byl dne 30. října 1947 biskup Sergij (Larin) jako rostovský biskup jmenován. Začal bydlet v biskupském domě spolu s biskupem. Dne 2. prosince 1947 byl dekretem biskupa Sergije jmenován sekretářem Rostovské eparchiální správy. Dne 9. března 1948 byl jmenován ključarem soboru Narození Přesvaté Bohorodice. Dne 26. června téhož roku se stal členem Eparchiální rady rostovské eparchie.
Dne 12. srpna 1949 se stal představeným Pskovo-Pečerského monastýru. Na konci roku převzal své povinnosti představeného z rukou biskupa Vladimira (Kobce). Dne 13. dubna 1950 byl leningradským metropolitou Grigorijem (Čukovem) povýšen na archimandritu. Pod vedením archimandrity Pimena proběhly restaurátorské a opravárenské práce v chrámech a monastýru jako např. v chrámu Zesnutí přesvaté Bohorodice.
Pro skupinu Setuků, kteří často navštěvovali jeho a další bohoslužby, rozhodl provést malou část bohoslužby v estonštině.
V lednu 1954 byl jmenován představeným Trojicko-sergijevské lávry.

### Biskupská služba
Dne 4. listopadu 1957 se Svatý synod rozhodl archimandritu Pimena jmenovat biskupem baltským a vikářem chersonské eparchie.
Dne 16. listopadu 1957 byl v soboru Zesnutí přesvaté Bohorodice v Oděse během celonočního bdění jmenován biskupem. O den později byl rukopoložen na biskupa baltského a vikáře chersonské eparchie. Světiteli byli patriarcha moskevský Alexij I., arcibiskup chersonský a oděský Boris (Vik), arcibiskup kišiněvský a moldavský Nektarij (Grigorjev), biskup kirovohradský a nikolajevský Innokentij (Leoferov) a biskup perejaslav-chmelnický Nestor (Tugaj).
Několik dní po vysvěcení odjel do Moskvy, kde byl po zvážení patriarchy Alexije a Svatého synodu dne 26. prosince 1957 jmenován biskupem dmitrovským a vikářem moskevské eparchie.
Od července 1960 do 14. listopadu 1961 byl vedoucím Oddělení pro záležitosti moskevského patriarchátu.
Dne 23. listopadu 1960 byl povýšen na arcibiskupa.
Dne 16. března 1961 byl Svatým synodem jmenován arcibiskupem tulským a beljovským.
Dne 14. listopadu 1961 byl jmenován metropolitou leningradským a ladožským. Dne 9. května 1962 vydal nařízení zakazující všem duchovním (kromě pěti) leningradské eparchie kázat v chrámu bez předchozí cenzury plného textu. Tento výnos byl zrušen 28. října 1963 metropolitou Nikodimem (Rotovem).
Dne 9. října 1963 byl jmenován metropolitou krutickým a kolomenským.
Od 25. února do 22. prosince 1964 byl opět vedoucím Oddělení záležitostí moskevského patriarchátu.
Od 14. května do 7. července 1966 dočasně řídil gorkijskou eparchii.
V posledních letech života patriarchy Alexije I. vyvstala otázka jeho nástupce. V konzervativní části církve byly rozšířené obavy, že by se jím mohl stát metropolita Nikodim (Rotov) z Leningradu, sotva 40letý, který měl pověst extrémně mocné osobnosti a byl známý svými ekumenickými aktivitami. Podle rady svědectví si patriarcha orál vidět jako svého nástupce metropolitu Pimena.

### Locum tenens a místní sobor roku 1971
Po smrti patriarchy Alexije I. dne 17. dubna 1970 v souladu s Předpisy o správě Ruské pravoslavné církve jako nejstarší stálý člen synodu svěcením převzal funkci patriarchálního locum tenens.
Roku 30. května 1971 byl zahájen místní sobor, kterému metropolita Pimen předsedal.
Nejdůležitějším aktem končilo bylo zrušení anathémy na starověrce vyhlášené na Velkém moskevském soboru roku 1667.
Dne 2. června 1971 byl metropolita Pimen v poslední den soboru jednohlasně zvolen patriarchou moskevským a celé Rusi. Slavnostně intronizován byl o den později.

### Patriarchát
V období Pimenova patriarchátu stát prováděl politiku přísné kontroly činnosti církve. Snížil se počet otevřených chrámů a byla kontrolována jakákoliv mimochrámová činnost kléru. Patriarcha Pimen byl zejména zbaven možnosti provádět patriarchální návštěvy eparchií. Kromě Oděsy, kam.orabidelbe chodil na prázdniny do monastýrů Zesnutí přesvaté Bohorodice, směl jednou navštívit Kyjev a několikrát Leningrad.
V oblasti, která přímo souvisela s církevním životem, často tvrdě dával najevo svůj postoj: například podporoval biskupa Feodosije (Dikuna), který se na Leonida Iljiče Brežněva obrátil s dopisem o nehorázném bezpráví církve a vzdorovitě ho roku 1978 povýšil do hodnosti arcibiskupa.
Ve dnech letních olympijských her roku 1980 navštívil 29. července 1980 olympijský stadion, 1. srpna olympijskou vesnici a kapli v ní a 4. srpna se zúčastnil zakončení her.
Díky jeho opakovaným výzvám k Radě pro náboženské záležitosti přidělila vláda SSSR roku 1972 3 hektary pozemků na výstavbu podniku Sofrinu, zabývající se výrobou církevních náčiní. V roce 1983 bylo vyhověno požadavku patriarchátu na vytvoření duchovního a správního centra Ruské pravoslavné církve. Pro umístění takového centra patriarchátu byl poskytnut moskevský Danilovský monastýr s přilehlým územím.
Jako první z moskevských patriarchu navštívil roku 1972 horu Athos a v červnu 1982 pronesl projev v OSN.
V lednu 1974 navštívil Etiopii. Návštěva proběhla v atmosféře vysoké pozornosti císaře Haileho Selassie I., který uspořádal večeři na počest moskevského hosta.bVzhledem k tomu, že v září téhož roku byl císař v důsledku vojenského převratu svržen, nebyla oficiální zpráva o této návštěvě publikována v Žurnálu moskevského patriarchátu.
S nástupem Jurije Andropova k moci dne 12. listopadu 1982, se pronásledování náboženských disidentů zintenzivnilo.

#### Místní sobor roku 1988 a oslava 1000. výročí křtu Rusi
Dne 23. prosince 1980 se Svatý synod rozhodl zahájit přípravy na oslavu nadcházejícího velkého jubilea ruské pravoslavné církve. Vytvořil jubilejní komisi, které předsedal patriarcha. Zpočátku se předpokládalo, že výročí křtu Rusi bude přísně vnitrocírkevní oslava.
Dne 17. května 1983 se uskutečnil oficiální převod komplexu budov bývalého moskevského monastýru Danilov za účelem vytvoření na jeho území Duchovního a správního centra Moskevského patriarchátu. Toto rozhodnutí bylo vnímáno nejen pravoslavnými v Moskvě, ale v celém SSSR jako událost mimořádného významu, možná jako první známka měnícího se postoje vedení země k potřebám církve. Obnova prvního chrámu monastýru po roce 1930 v hlavním městě komunistického státu vešla do širokého společenského povědomí, což vyvolalo zájem jak v nadcházejícím výročí, tak v pravoslaví obecně. Roku 1984 byl učiněn pokus zabránit vytvoření mnišské komunity v monastýru Danilov ale po smrti Konstantina Černěnka námitky úřadů zmizely. Určité obavy ve vedení Moskevského patriarchátu vyvolalo jmenování v listopadu 1984 do funkce předsedy Rady pro náboženské záležitosti Konstantina Charčeva, který nahradil Vladimira Kurojedova. Tyto obavy byly poté rozptýleny.
Rok 1988 byl zlomem ve veřejném vnímání církve a její role v dějinách Ruska. Dne 29. dubna 1988 se v souvislosti s 1000. výročím zavedení křesťanství v Rusku uskutečnilo setkání patriarchy a stálých členů synodu s Michailem Gorbačovem, což posloužilo jako signál pro stranu a sovětské úřady, aby umožnily zpravodajství o oslavě výročí jako o národní události.
Výnosem Nejvyššího sovětu Sovětského svazu ze dne 3. června 1988 „za aktivní udržování míru a v souvislosti s 1000. výročím křtu Ruska“ patriarcha Pimen, kyjevský metropolita Filaret (Denysenko), leningradský metropolita Alexij (Rüdiger), gorkijský arcibiskup Nikolaj (Kutěpov) a dmitrovský arcibiskup Alexand (Timofejev) byli vyznamenáni Řádem rudého praporu práce a řada dalších hierarchů byli vyznamenáni Řádem přátelství mezi národy.
Hlavní oslavy výročí se konaly od 5. do 12. července 1988 v Zagorsku a Moskvě.
Dne 6. června byli v Trojicko-sergijevské lávře prohlášeni patriarchou za svaté řada lidí: Dmitrij Donský, Andrej Rublev, Maxim Grek, Makarij Moskevský, Ignatij (Brjančaninov), Teofan Zatvornik, Paisij Veličkovskij, Ambrož Optinský a Xénie Petrohradská.
Dne 12. června sloužili na náměstí před danilovským monastýrem božskou liturgii patriarcha Pimen, patriarcha antiochijský a celého Východu Ignác IV., patriarcha jeruzalémský a celé Palestiny Diodoros, patriarcha-katolikos celé Gruzie Ilia II., patriarcha celého Rumunska Teoktist, patriarcha celého Bulharska Maxim a arcibiskup Nové Justiniany a celého Kypru Chrysostomos I.
Konstantinopolský patriarcha Demetrios I. nedorazil pro některé neshody protokolárního charakteru. Oslavy v konstantinopolském patriarchátu, kterých se zúčastnila delegace Ruské pravoslavné církve v čele s arcibiskupem smolenským a vjazemským Kirillem (Gunďajevem), se konaly dříve a byly načasovány na Týden pravoslaví dne 28. února 1988.
Během Místního soboru roku 1988 byl patriarcha již velmi nemocný a nemohl se zúčastnit diskuzí. Zahájil tento sobor a pronesl závěrečnou řeč.

### Poslední roky a smrt
Po roce 1984 patriarcha těžce onemocněl. Za války onemocněl tuberkulózou páteře a v posledních letech prodělal rakovinu střev, při které odmítl operaci. Na dlouho dobu se vzdal správy každodenních záležitostí církve. O tyto záležitosti se staral biskup a později arcibiskup Alexij (Kutěpov), který měl pověst favorita na patriarchální trůn.
Dne 9. října 1989 proběhlo svatořečení patriarchy Iova a patriarchy Tichona, načasované na oslavy 400. výročí založení patriarchátu. Na Archijerejském soboru v danilovském monastýru byl patriarcha přítomen ale ze zdravotních důvodů se jej aktivně nemohl zúčastnit. Sobor probíhal ve dnech 9.–11. října.
Ve stejném roce byli patriarcha Pimen, metropolita Alexij (Rüdiger) a metropolita Pitirim (Něčajev) zvoleni lidovými zástupci Sjezdu lidových poslanců SSSR. Patriarcha již neměl fyzickou sílu účastnit se práce sjezdu ale tuto funkci přebral. Na konci roku Pimen oslovil lidi v rozhlase a televizi s novoročními a vánočními pozdravy. S ohledem na mezietnické střety v letech 1988-1989 ve svém projevu k lidu vyzval k zachování míru v mnohonárodnostní vlasti.
Od 17. března 1990 se zdravotní stav patriarchy ještě více zhoršil a 3. května zasedal Svatý synod bez jeho účasti.
Zemřel 3. května 1990 ve věku 80 let v náručí svého igumena Sergije (Sokolova) v patriarchální rezidenci v Moskvě. Pohřben byl 6. května v kryptě soboru Zesnutí přesvaté Bohorodice v Trojicko-sergijevské lávře, poblíž hrobu svého předchůdce patriarchy Alexije I.

## Paměť
- V roce 2010 na počest 100. výročí jeho narození, byl ve městě Noginsk postaven pomník patriarchovi Pimenovi. Sochař je členem Svazu umělců Ruska Innokentij Valerjevič Komočkin. Na zhotovení pomníku byly použity masivní žulové desky a bronz.
- Velký zvon vážící více než 2 tuny, nově odlitý pro sobor Zesnutí přesvaté Bohorodice v Kolomně byl pojmenován na jeho počest jménem Pimen.
- Muromské duchovní učiliště nese jeho jméno.
- Dne 3. května 2010 v den 20. výročí úmrtí patriarchy, byla ulice Železnodorožnaja v obci Sofrino přejmenována na počest patriarchy Pimena.
- Dne 14. července 2017 se městská toponymická komise rozhodla přejmenovat ulici Karla Marxe ve městě Sergijev Posad na ulici patriarchy Pimena.

## Ocenění

### Státní vyznamenání
- Sovětský svaz Tři Řády rudého praporu práce (6.7.1977, 22.7.1985, 3.6.1988)
- Sovětský svaz Řád přátelství mezi národy (20.6.1980)
- Finsko Řád bílé růže
- Libanon Národní řád cedru 1. stupně
- Československo Řád přátelství (1985)
- Východní Německo Řád hvězdy přátelství národů (1983)

### Církevní vyznamenání
- Řád svatého apoštolům rovného velkoknížete Vladimíra 1. stupně
- Řád předpodobného Sergija Radoněžského 1. stupně
- Řád svatého apoštola Marka (Pravoslavný patriarchát alexandrijský)
- Řád svatých nejpřednějších z apoštolů Petra a Pavla (Pravoslavný patriarchát antiochijský)
- Řád životodárného Kristova Kříže (Pravoslavný patriarchát jeruzalémský)
- Řád svaté apoštolům rovné Niny (Gruzínská pravoslavná církev)
- Řád svatého Jana Rylského 1. stupně (Bulharská pravoslavná církev)
- Řád svaté Kateřiny (Sinajská pravoslavná církev)
- Řád svatého Beránka s komandérskou hvězdou (Finská pravoslavná církev)